# Ella Ø
Ella Ø is een onbewoond eiland in Nationaal park Noordoost-Groenland in het oosten van Groenland. Het is een van de kleinere eilanden in het fjordensysteem van het Koning Oscarfjord.
Op het eiland bevindt zich een post van de Slædepatruljen Sirius.

## Geografie
Het eiland wordt in het noorden begrensd door het Kempefjord, in het oosten door het Koning Oscarfjord en in het zuidwesten door de Narhvalsund.
Aan de overzijde van het water ligt in het noordoosten Geographical Society Ø, in het zuidoosten Traill Ø, in het zuidwesten Lyellland en in het noordwesten Suessland.